# Batalha de Älgarås
A Batalha de Älgarås teve lugar em novembro de 1205 na localidade de Älgarås, no nordeste da província histórica da Gotalândia Ocidental.

A peleja opôs as tropas da Casa de Suérquero às da Casa de Érico, na luta pela coroa da Suécia.
As tropas de Suérquero atacaram os apoiantes de Canuto I, quando estes se encontravam em Älgarås. Suérquero saiu vencedor do encontro, no qual encontraram a morte três dos filhos de Canuto I, tendo apenas Érico X sobrevivido e fugido para a Noruega , de onde regressou para se desforrar nas batalhas de Lena e Gestilren.
A primeira menção à Batalha de Älgarås surge depois de 1260 em  Chronologia Vetus.